# 开放弟兄会
开放弟兄会（英語：Open Brethren）是一個19世纪起源于英國和爱尔兰的基督教組織，现在已经遍布世界许多国家。

## 分布
- 阿根廷：1,500个教会
- 英国：1,340
- 安哥拉：1,200
- 赞比亚：1,107
- 乍得：915[1])
- 罗马尼亚：871
- 美国：850[1]
- 危地马拉：850
- 加拿大：471[2])
- 巴布亚新几内亚：360
- 德国：290
- 澳大利亚：288
- 新西兰：240
- 日本：161
- 马来西亚：140

## 渊源
1848年，英国普利茅斯弟兄会（Plymouth Brethren）分裂以后，支持达秘的聚会被称为闭关弟兄会（Exclusive Brethren），支持慕勒（George Muller）及其毕士大（Bethesda）聚会的则被称为开放弟兄会。
马来西亚的弟兄会有文良港福音堂、旺沙玛珠福音堂、加影生命堂、沙登生命堂、槟城车水路福音堂、马六甲福音堂等等。

## 传教差会
开放弟兄会的传教机构（Christian Missions in Many Lands ，CMML）于1836年成立，总部位于英国巴斯（Bath）。1885年開始来华傳教。

### 活動地區
- 江西

九江(1893)、德安县(1893)、南昌(1896)、建昌县（永修县，1896）、沙河镇（1898）、涂家埠(1899)、安义县(1902)、奉新县(1903)、宜丰县(1903)、瑞州府(高安，1903)、牯岭、Sengmeizhan、上高县、铜鼓。都昌县（1918）修水、靖安县、
- 山东

石岛(1889)、威海卫(1892)、文登(1898)、观夏家（1911）、大水泊(1911)。
- 热河

平泉（1897）、杜家窝铺（1906）、热河（承德，1906）、朝阳(1912)、塔子沟（凌源，1912）、哈达（赤峰，1912）、滦平。朝阳和塔子沟最初由伦敦会开辟于1885年，1901年移交给爱尔兰长老会，1912年又移交给弟兄会。
1919年，弟兄会差会在华传教士83人，在各省分布情况如下：
1. 江西36人
2. 热河28人
3. 山东19人

1919年弟兄会在华受餐信徒4698人，在各省分布情况如下：
1. 江西551人
2. 热河438人
3. 山东304人

## 喀拉拉弟兄会
stream of 开放弟兄会的一个重要 是喀拉拉弟兄会. 喀拉拉是印度的一个邦，but has 超过500个开放或普利茅斯弟兄会教会。弟兄会成员相信这些教诲是印度圣灵独立运动的结果。Eventually 普利茅斯弟兄会和喀拉拉弟兄会 recognized the similarities in both the 运动 and thus 喀拉拉弟兄会came to be identified as a sub-set of 开放弟兄会。